# 利茲 (緬因州)
利茲（英語：Leeds）是一個位於美國緬因州安德羅斯科金縣的市鎮。

## 人口
根據2020年美國人口普查的數據，利茲的面積為112.43平方千米，當中陸地面積為103.73平方千米，而水域面積為8.70平方千米。當地共有人口2262人，而人口密度為每平方千米20人。